# پارک راک لودژ

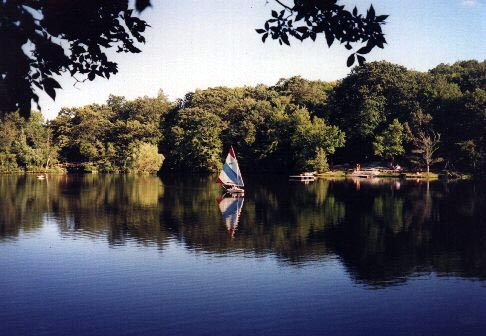
دریاچه پارک برهنگی راک لودژ

پارک برهنگی راک لودژ (به انگلیسی: Rock Lodge Club)، در منطقه استکهلم شهر هاردیستون نیوجرسی واقع است.

## پیشینه
زمین پارک برهنگی راک لودژ، در ابتدا متعلق مهندس مشهور آمریکایی آبراهام لینکلن آرتمان هیملرایت بود او در سال ۱۹۰۵ باتلاق‌های این زمین را خشکاند و در سال ۱۹۰۷ یک خانه ییلاقی با آجرهای نسوز به نام راک لودژ ساخت. از ساختمان‌های ساخته شده دیگر در زمین راک لودژ می‌توان ساختمان یخ‌چال و اردوگاه بوکسورها اشاره کرد. در دوران رکود بزرگ شوشینسکی این زمین را برای تبدیل به پارک برهنگی اجاره کرد تا اینکه دکتر دپائولو زمین متعلق به آبراهام لینکلن هیملرایت را خرید. پس از خرید توسط دکتر دپائولو کلبه‌ها و خانه‌هایی ییلاقی در زمین پارک راک لودژ ساخته شد. در سال ۱۹۹۵ مالکیت باشگاه در اختیار شرکت Rock Properties Inc قرارگرفت.